# Барон Моубрей
Барон Моубрей (англ. Lord of Mowbray), первоначально — Барон Монбрей (англ. Lord of Montbray) — английский пэрский титул. Название происходит от нормандского замка Монбрей, которое в английском произношении превратилось в Моубрей. Первоначально титул принадлежал представителям англо-нормандского рода Моубреев. В конце XIV века Томас Говард, 6-й барон Моубрей стал графом (а потом, герцогом) Норфолком. Его потомки играли заметную роль во время войны Алой и Белой розы, используя титул барона Моубрея.
После угасания рода Моубреев титул посредством брака перешёл к Говардам, получившими, также, и титулы графа и герцога Норфолка. После смерти в 1777 году Эдуарда Говарда, 9-го герцога Норфолка титул барона Моубрея перешёл в состояние ожидания. В 1878 году титул вместе с титулом барона Сегрейва был передан Альфреду Стоуртону, 20-му барону Стоуртону. В настоящий момент титул принадлежит Эдварду Уильяму Стивену Стоуртону, 27-му барону Моубрею.

## История титула

### Феодальные бароны
Название происходит от нормандского замка Монбрей, которое в английском произношении превратилось в Моубрей. Владельцы этого замка принимали участие в Нормандском завоевании Англии. Роберт де Мобрей, племянник епископа Кутанса Жоффруа, получил большие владения в Северной Англии с титулом графа Нортумбрии, но за участие в восстании 1095 года против короля Вильгельма II Рыжего был лишён титула и владений. После 1107 года большая часть владений Роберта вместе с рукой его вдовы, Матильды де Лэгль, была передана Найджелу д’Обиньи (ум. 21 или 26 ноября 1129), приближённому короля Генриха I Боклерка. Это наследство включало более двухсот маноров в Йоркшире и Линкольншире, а также в Нормандии, в том числе замок Монбрей. Центром владений стал замок Эксхольм в Северном Линкольншире.
Сын и наследник Найджела, Роджер I (ок. 1120 — ок. 1188), принял родовое прозвание Монбрей. Он участвовал в гражданской войны в Англии 1135—1154 годов, мятежа сыновей Генриха II в 1173—1174 годах, а также был участником Второго и Третьего крестового похода. Сам Роджер, а также его старший сын и наследник, Найджел II, умерли во время крестового похода. Его внук, Уильям де Моубрей, 4-й феодальный барон Моубрей, принимал активное участие в Первой баронской войне против короля Иоанна Безземельного, а также был одним из двадцати пяти баронов, назначенных исполнителями Великой хартии вольностей.
Из двух сыновей Уильяма старший, Найджел (III), умер бездетным в 1228 или 1230 году. Младший, Роджер (II) (ум. ок. 1266), принимал участие в походах короля Генриха III в Шотландию и Уэльс.

### Возвышение Моубреев
Сын и наследник Роджера II, Роджер (III) (ум. до 21 ноября 1297) участвовал в валлийских и гасконских кампаниях английских королей. В 1265 году он был вызван в английский парламент Симоном де Монфором, однако после гибели Монфора эти вызовы были объявлены недействительными. Однако 24 июня 1295 года Роджер был вызван в парламент как барон Моубрей уже королём Эдуардом I.
Возвышение рода началось при сыне и наследнике Роджера III, Джоне (I) де Моубрее (4 сентября 1286 — 23 марта 1322). В момент смерти отца был мал, совершеннолетним был объявлен в 1306 году, а в 1307 году был впервые призван в парламент. Кроме того, после смерти в 1311 году Роджера Лестренджа, второго мужа его бабушки, Мод де Бошан, Джон унаследовал владения её отца — Уильяма де Бошана, барона Бедфорда, в состав которых входили земли в Бедфордшире (включая Бедфордский замок), в Бакингемшире, Кембриджшире, и Кенте. Это было самое крупное наращивание земельных владений Моубреев, начиная с момента первоначального пожалования земель Найджелу д’Обиньи. Также в приданое за женой Джон получил часть владений Браозов.
Несмотря на приобретение владений в Южной Англии и Уэльсе, основные интересы Джона лежали прежде всего в Северной Англии. Он принимал участие в шотландских кампаниях Эдуарда II, неоднократно назначался хранителем различных северных замков и графств. Первоначально Джон сохранял лояльность Эдуарду II, однако, когда увеличение могущества Хью Диспенсера Младшего стало угрожать его новым приобретениям, он перешёл на сторону противников короля. После поражения восставших в битве при Боробридже Джон был захвачен в плен и казнён 23 марта 1322, а его владения были конфискованы.
После свержения Эдуарда II в 1327 году титул барона был возвращён Джону (II), однако из-за его малолетства некоторые владения, включая Эксхольм, были утерян. Кроме того, Джону пришлось долго спорить за наследство матери с её вторым мужем, удерживавший её владения и после её смерти, а также с её двоюродным братом. Также в это время началась долгая тяжба с графами Уорик за манор Гоуэр. Несмотря на то что Джону в итоге удалось вернуть большинство владений отца, но многочисленные тяжбы негативно сказались на его состоянии, к концу жизни он имел большие долги.
До самой смерти Джон оставался верным слугой английской короны, прежде всего в Северной Англии. Этому способствовал тот факт, что в 1327 году он женился на Джоан, дочери Генри, герцога Ланкастера. Джон принимал участие в конфликтах с Шотландией, в которых проявил себя как храбрый воин, регулярно вызывался в парламент, часто входил в состав королевского совета.
Джон (III) де Моубрей (25 июнь 1340 — 1368), сын и наследник Джона (III), женился на Элизабет Сегрейв. Элизабет была наследницей Джона Сегрейва, 4-го барона Сегрейва, и Маргарет Бразертон, старшей дочери и наследнице Томаса Бразертона, графа Норфолка. Этот брак в будущем принёс Моубреям огромные дивиденды. Поскольку взрослая жизнь Джона началась уже после заключения мира при Бретиньи, Джон пытался применить свои воинские таланты за границей. В 1368 году он был убит турками около Константинополя, когда он пробирался в Святую землю.

### Графы и герцоги Норфолк
Старший сын и наследник Джона (III), Джон (IV) (3 августа 1365 — 1380), который в 1377 году получил титул графа Ноттингема, умер подростком, ему наследовал младший брат Томас (I) (22 марта 1366 — 22 сентября 1399). Обладая владениями Моубреев, Браозов и Сегреев, он был основным наследником бабушки, графини Норфолк, владевшей обширными землями дома Биго — прежде всего в Норфолке, Суффолке, Лестершире и Уорикшире. Томас, который был немного старше короля Ричарда II, вначале был главным королевским фаворитом. Из этого он извлёк для себя максимум пользы: в 1383 году король восстановил для него титул графа Ноттингема, угасший после смерти брата, тогда же стал кавалером Ордена Подвязки, а в 1385 году получил должность графа-маршала. Однако вскоре Томас оказался в лагере противников короля, став одним из пяти лордов-апеллянтов, которые узурпировали власть в Англии в 1388 году. Позже Томас примирился с королём и в 1397 году участвовал в расправе над тремя лордами-апеллянтами. В награду он получил ряд владений, конфискованных у апеллянтов, а также титулы графа и герцога Норфолка. В 1398 году, после ссоры с Генри Болингброком, Томас был обвинён в измене и пожизненно выслан из Англии. После того как Генри Болингброк стал в 1399 году королём Англии (под именем Генриха IV), герцогский титул был у Томаса конфискован. Вскоре после этого он умер в Италии от чумы.
Наследникам Томаса, однако, удалось вернуть герцогский титул. Они принимали активное участие в возобновившейся в 1415 году Столетней войне, а затем в войне Алой и Белой розы, будучи сторонниками Йорков.
В 1476 году умер Джон (VII) Моубрей, 4-й герцог Норфолк, оставивший только дочь Анну (10 декабря 1472 — незадолго до 26 ноября 1481), сохранившую из многочисленных титулов отца только титулы графини Норфолк и баронессы Моубрей и Сегрейв. Остальные титулы были переданы принцу Ричарду Йокскому, второму сыну Эдуарда IV, которого женили на Анне. Брак остался бездетным, Анна умерла в 1481 году, после чего титул барона Моубрей перешёл в состояние ожидания владельца.
После восхождения на престол в 1483 году Ричарда III новый король даровал титулы Моубреев, включая титул барона Моубрей, своему приближённому Джону Говарду, внуку одной из дочерей Томаса (I) де Моубрея. Но уже в 1485 году Джон погиб в битве при Босворте, после чего новый король Генрихом VII конфисковал большинство титулов и владений у его наследника, Томаса Говарда. В их числе был и титул барона Моубрея. Однако позже Говардам удалось вернуть утерянные титулы.
В 1572 году Томас Говард, 4-й герцог Норфолк, был казнён за участие в заговоре против королевы Елизаветы I, его титулы и владения были конфискованы.
После смерти Елизаветы внук казнённого герцога, Томас Говард, в 1604 году смог вернуть себе некоторые титулы, включая титул барона Моубрея. Потомки Томаса владели этим титулом до 1777 года, иногда используя его в качестве титула учтивости для наследников. В 1777 году после смерти Эдварда Говарда, 9-го герцога Норфолка, не оставившего прямых наследников, титул барона Моубрея перешёл в состояние ожидания владельца.

### Бароны Моубрей из рода Стоуртонов
В 1878 году титул вместе с титулом барона Сегрейва был передан Альфреду Стоуртону, 20-му барону Стоуртону. В настоящий момент титул принадлежит его потомку, Эдварду Уильяму Стивену Стоуртону, 27-му барону Моубрею.

## Феодальные бароны Монбрей
Моубреи
- после 1107 — 1129: Найджел (I) д’Обиньи (ум. 21 или 26 ноября 1129), 1-й феодальный барон Монбрей после 1107
- 1129 — ок. 1188: Роджер I д’Обиньи (де Монбрей) (ок. 1120 — ок. 1188), 2-й феодальный барон Монбрей с 1129, сын предыдущего
- ок. 1188 — 1191: Найджел (II) де Моубрей (ум. 1191), 3-й феодальный барон Монбрей с ок. 1188, сын предыдущего
- 1191 — ок. 1222: Уильям де Моубрей (ок. 1173 — ок. 1222), 4-й феодальный барон Монбрей с 1191, сын предыдущего
- ок. 1222 — 1228/1230: Найджел (III) де Моубрей (ум. 1228 или 1230), 5-й феодальный барон Монбрей с ок. 1222, сын предыдущего
- 1228/1230 — 1166: Роджер (II) де Моубрей (ум. ок. ноября 1166), 6-й феодальный барон Монбрей с 1228 или 1230, брат предыдущего
- 1166 — 1295: Роджер (III) де Моубрей (ум. 1297), 7-й феодальный барон Монбрей с 1228 или 1230, 1-й барон Моубрей (по призывной грамоте) с 1295, сын предыдущего

## Бароны Моубрей
Моубреи
- 1295 — 1297: Роджер (III) де Моубрей (ум. до 21 ноября 1297), 7-й феодальный барон Монбрей с 1228 или 1230, 1-й барон Моубрей (по призывной грамоте) с 1295
- 1297 — 1322: Джон (I) де Моубрей (4 сентября 1286 — 23 марта 1322), 2-й барон Моубрей с 1297, сын предыдущего, казнён за участие в восстании против Эдуарда II, владения и титул были конфискованы
- 1327—1361: Джон (II) де Моубрей (29 ноября 1310 — 4 октября 1361), 3-й барон Моубрей с 1327, сын предыдущего
- 1361—1368: Джон (III) де Моубрей (25 июнь 1340 — 1368), 4-й барон Моубрей с 1361, барон Сегрейв (по праву жены) с 1353, сын предыдущего
- 1368—1380: Джон (IV) де Моубрей (3 августа 1365 — 1380), 6-й барон Сегрейв ранее 1368, 5-й барон Моубрей с 1361, 1-й граф Ноттингем с 1377, сын предыдущего
- 1380—1399: Томас (I) де Моубрей (22 марта 1366 — 22 сентября 1399), 6-й барон Моубрей и 7-й барон Сегрейв с 1382, 1-й граф Ноттингем с 1383, 3-й граф Норфолк с 1398, 1-й герцог Норфолк с 1398, граф Маршал в 1386—1398, брат предыдущего
- 1399—1405: Томас (II) Моубрей (17 сентября 1385 — 8 июня 1405), 4-й граф Норфолк и 2-й граф Ноттингем, 7-й барон Моубрей и 8-й барон Сегрейв, граф Маршал с 1399, сын предыдущего
- 1405—1432: Джон (V) Моубрей (1392 — 19 октября 1432), 5-й граф Норфолк и 3-й граф Ноттингем, 8-й барон Моубрей и 9-й барон Сегрейв, граф Маршал с 1405, 2-й герцог Норфолк с 1425, брат предыдущего
- 1432—1461: Джон (VI) Моубрей (12 сентября 1415 — 6 ноября 1461), 3-й герцог Норфолк, 6-й граф Норфолк, 4-й граф Ноттингем, 9-й барон Моубрей, 10-й барон Сегрейв и граф Маршал с 1432, сын предыдущего
- 1461—1476: Джон (VII) Моубрей (18 октября 1444 — 16/17 января 1476), 1-й граф Суррей с 1451, 4-й герцог Норфолк, 7-й граф Норфолк, 5-й граф Ноттингем, 10-й барон Моубрей, 11-й барон Сегрейв и граф Маршал с 1461, сын предыдущего
- 1476—1481: Анна Моубрей (10 декабря 1472 — незадолго до 26 ноября 1481), 8-я графиня Норфолк, 11-я баронесса Моубрей и 12-я баронесса Сегрейв с 1476; после её смерти титул барона Моубрей перешёл в состояние ожидания владельца
муж: с 15 января 1478 Ричард из Шрусбери (17 августа 1473 — 1483), английский принц, 1-й герцог Йорк с 1474, 1-й граф Ноттингем с 1476, 1-й герцог Норфолк, 1-й граф Суррей с 1477, лорд-лейтенант Ирландии с 1479
- 1481—1483: в состоянии ожидания владельца

Говарды
- 1483—1485: Джон Говард (1428 — 22 августа 1485), 1-й барон Говард с 1470, 1-й герцог Норфолк, 12-й барон Моубрей и 13-й барон Сегрейв с 1483, правнук Томаса (I) де Моубрея, 1-го герцога Норфолка; после его гибели в битве при Босворте титул барона Моубрея в числе других титулов был конфискован королём Генрихом VII
- 1485—1554: конфискован
  - 1485—1524: Томас Говард (1443 — 21 мая 1524), 2-й барон Говард, 1-й граф Суррей в 1483—1514, граф Маршал с 1509, 2-й герцог Норфолк с 1514, 13-й барон Моубрей и 14-й барон Сегрейв де-юре
  - 1524—1554: Томас Говард (1473 — 25 августа 1554), 2-й граф Суррей с 1514, 3-й герцог Норфолк и 3-й барон Говард с 1524, граф Маршал с 1533, 14-й барон Моубрей и 15-й барон Сегрейв де-юре
- 1554—1572: Томас Говард (10 марта 1537 — 2 июня 1572), 4-й герцог Норфолк, 3-й граф Суррей и 4-й барон Говард с 1554, 13/15-й барон Моубрей и 14/16-й барон Сегрейв с 1554, праправнук предыдущего; в 1572 году был казнён, его титул барона Моубрея в числе других титулов был конфискован
- 1572—1604: конфискован
- 1604—1646: Томас Говард (7 июля 1585 — 4 октября 1646), 21-й граф Арундел, 1-й граф Суррей, 11-й барон Мальтраверс, 14/16-й барон Моубрей и 15/17-й барон Сегрейв с 1604, 1-й граф Норфолк с 1644, внук предыдущего
- 1646—1652: Генри Фредерик Говард (15 августа 1608 — 17 апреля 1652), 22-й граф Арундел, 2-й граф Норфолк, 2-й граф Суррей, 12-й барон Мальтраверс, 15/17-й барон Моубрей и 16/18-й барон Сегрейв с 1646, сын предыдущего
- 1652—1677: Томас Говард (9 марта 1627 — 13 декабря 1677), 23-й граф Арундел, 3-й граф Норфолк, 3-й граф Суррей, 13-й барон Мальтраверс, 16/18-й барон Моубрей и 17/19-й барон Сегрейв с 1652, 15-й барон Толбот и 14-й барон Фёрниволл с 1454, 5-й герцог Норфолк с 1660, сын предыдущего
- 1677—1684: Генри Говард (12 июля 1628 — 11 января 1684), 1-й барон Говард из замка Райзинг с 1669, 1-й граф Норвич с 1672, 6-й герцог Норфолк, 24-й граф Арундел, 4-й граф Норфолк, 4-й граф Суррей, 14-й барон Мальтраверс, 17/19-й барон Моубрей, 18/20-й барон Сегрейв, 16-й барон Толбот и 15-й барон Фёрниволл с 1677, брат предыдущего
- 1684—1701: Генри Говард (11 января 1654 — 2 апреля 1701), 7-й герцог Норфолк, 25-й граф Арундел, 5-й граф Норфолк, 5-й граф Суррей, 2-й граф Норвич, 15-й барон Мальтраверс, 18/20-й барон Моубрей, 19/21-й барон Сегрейв, 17-й барон Толбот, 16-й барон Фёрниволл, 2-й барон Говард из замка Райзинг и граф-маршал с 1684, сын предыдущего
- 1701—1732: Томас Говард (11 декабря 1683 — 23 декабря 1732), 8-й герцог Норфолк, 26-й граф Арундел, 6-й граф Норфолк, 6-й граф Суррей, 3-й граф Норвич, 16-й барон Мальтраверс, 19/21-й барон Моубрей, 20/22-й барон Сегрейв, 18-й барон Толбот, 17-й барон Фёрниволл, 3-й барон Говард из замка Райзинг и граф-маршал с 1701, племянник предыдущего
- 1732—1777: Эдвард Говард (5 июня 1686 — 20 сентябрь 1777), 9-й герцог Норфолк, 27-й граф Арундел, 7-й граф Норфолк, 7-й граф Суррей, 4-й граф Норвич, 17-й барон Мальтраверс, 20/22-й барон Моубрей, 21/23-й барон Сегрейв, 19-й барон Толбот, 18-й барон Фёрниволл, 3-й барон Говард из замка Райзинг и граф-маршал с 1732, брат предыдущего; прямых наследников он не оставил, после его смерти титул барона Моубрея перешёл в состояние ожидания владельца;
- 1777—1878: в состоянии ожидания владельца

Стортоны
- 1878—1893: Альфред Джозеф Стортон (28 февраля 1829 — 18 апреля 1893), 20-й барон Стортон с 1872, 21/23-й барон Моубрей, 22/24-й барон Сегрейв;
- 1893—1936: Чарльз Ботольф Джозеф Стортон (23 мая 1867 — 29 июля 1936), 22/24-й барон Моубрей, 23/25-й барон Сегрейв и 21-й барон Стортон с 1893, сын предыдущего;
- 1936—1965: Уильям Мармадюк Стортон (31 августа 1895 — 1965), 23/25-й барон Моубрей, 24/26-й барон Сегрейв и 22-й барон Стортон с 1936, сын предыдущего;
- 1965—2006: Чарльз Эдвард Стортон (11 марта 1923 — 12 декабря 2006), 24/26-й барон Моубрей, 25/27-й барон Сегрейв и 23-й барон Стортон с 1965, сын предыдущего;
- 2006—2021: Эдвард Уильям Стивен Стортон (17 апреля 1953 — 13 февраля 2021), 25/27-й барон Моубрей, 26/28-й барон Сегрейв и 24-й барон Стортон с 2006, сын предыдущего;
- с 2021: Джеймс Чарльз Питер Стортон (род. 1991), 6/28-й барон Моубрей, 27/29-й барон Сегрейв и 25-й барон Стоуртон с 2021, сын предыдущего.

## Комментарии
1. ↑  В современном произношении — Моубри.
2. ↑  Мать Найджела была сестрой Жоффруа, епископа Кутанса, и Роджера де Мобрея, отца Роберта де Мобрея[1].